# Taurisano
Taurisano ist eine südostitalienische Stadt (città). Den Titel città führt sie seit 2004.

## Geografie
Taurisano hat 11.242 Einwohner (Stand 31. Dezember 2023). Es liegt in der Provinz Lecce in Apulien, etwa 45 Kilometer südlich der Stadt Lecce in den salentinischen Bergen.

## Verkehr
An der Gemeinde vorbei führt die Strada Statale 274 Salentina Meridionale als Umgehungsstraße.
Der Bahnhof Ugento-Taurisano wird von der Bahnstrecke Novoli–Gagliano Leuca bedient.

## Persönlichkeiten
- Lucilio Vanini (1585–1619), Philosoph und Theologe